# Chytropsia
Chytropsia es un género con tres especies de plantas con flores perteneciente a la familia Rubiaceae. 
Es un sinónimo de Margaritopsis

## Especies
- Chytropsia astrellantha
- Chytropsia guianensis
- Chytropsia sessiliflora